# Иван Чаповски
Иван Чаповски (на македонска литературна норма: Иван Чаповски) e писател и публицист от Северна Македония.

## Биография
Роден е в село Пожарско (на гръцки Лутраки), Егейска Македония, Гърция. Завършва Философския факултет на Скопския университет. Работи в като журналист във вестниците „Вечер“ и „Нова Македония“ и като режисьор в Радио-телевизия Скопие. Главен редактор и директор на книгоиздателство „Македонска книга“. Член е на Дружеството на писателите на Македония от 1963 година. Член е на Македонския ПЕН център. Носител е на наградите „13 ноември“, „Рациново признание“ и „Стале Попов“.

## Литературно творчество
- Пепел под маслините (поезия, 1963)
- Дожд, по дождот Вера (поезия, 1965)
- Евангелисти (поезия, 1969)
- Убавата Разделина (поезия, 1973)
- Лага (поезия, 1980)
- Граница (роман, 1982)
- Затвори (поезия, 1983)
- Магла (роман, 1985)
- Змија (роман, 1989)
- Дрвените мостови на Вардар (роман, 1990)
- Жените на летото (поезия, 1992)
- Крстан и Сирак (роман, 1991)
- Македонската православна црква „Св. Ѓорѓи“ – културна и национална дејност (хроника на македонски и на английски език, Мелбърн, 1992)
- Крвта на еукалиптусот (роман, 1996)
- Сага за писателот (роман, 1999)[2]